# Medalistki mistrzostw Polski seniorów w rzucie młotem
Medalistki mistrzostw Polski seniorów w rzucie młotem – zdobywczynie medali seniorskich mistrzostw Polski w konkurencji rzutu młotem.
Rzut młotem kobiet jest jedną z najmłodszych konkurencji lekkoatletycznych – na mistrzostwach kraju pierwszy raz zawodniczki o medale w tej konkurencji walczyły podczas mistrzostw w 1995 w Warszawie. Pierwszą w historii mistrzynią Polski została Elżbieta Wolnik z AZS-AWF Gorzów Wielkopolski. 
W Szczecinie, w 2008 roku, Anita Włodarczyk i Kamila Skolimowska uzyskały w finale taki sam wynik (71,71), ale ze względu na fakt, iż Włodarczyk miała gorszy drugi wynik, złoto zdobyła Skolimowska. Był to ostatni przed śmiercią występ Kamili Skolimowskiej na mistrzostwach Polski. 
Aktualną rekordzistką mistrzostw Polski jest Anita Włodarczyk, która w 2017 w Białymstoku uzyskała wynik 80,79 m. Najbardziej utytułowaną zawodniczką w historii mistrzostw jest nieżyjąca już Kamila Skolimowska, która zdobyła 12 złotych medali (nigdy w finale mistrzostw nie zajęła miejsca gorszego niż pierwsze). Najwięcej medali (czternaście) wywalczyła Anita Włodarczyk.

## Medalistki
| Mistrzostwa         | 1. miejsce                               | Rezultat | 2. miejsce                                  | Rezultat | 3. miejsce                                  | Rezultat | Źródła |
| 1922-1994           | nie rozgrywano                           |          |                                             |          |                                             |          |        |
| Warszawa 1995       | Elżbieta Wolnik AZS-AWF Gorzów Wlkp.     | 43,50    | Monika Kopeć AZS-AWF Gorzów Wlkp.           | 42,94    | Jolanta Borawska WKS Śląsk Wrocław          | 42,86    | [ 6 ]  |
| Piła 1996           | Kamila Skolimowska Warszawianka Warszawa | 47,66    | Agnieszka Pogroszewska Jantar Ustka         | 47,14    | Jolanta Borawska Śląsk Wrocław              | 45,56    | [ 7 ]  |
| Bydgoszcz 1997      | Kamila Skolimowska Warszawianka Warszawa | 63,48    | Agnieszka Pogroszewska AZS Poznań           | 55,88    | Jolanta Borawska WKS Śląsk Wrocław          | 55,40    | [ 7 ]  |
| Wrocław 1998        | Jolanta Borawska WKS Śląsk Wrocław       | 57,82    | Agnieszka Pogroszewska AZS Poznań           | 57,59    | Emilia Pietruch RKS Skra Warszawa           | 49,12    | [ 7 ]  |
| Kraków 1999         | Kamila Skolimowska Warszawianka Warszawa | 66,05    | Agnieszka Pogroszewska Scholler Namysłów    | 57,71    | Jolanta Borawska AZS-AWF Wrocław            | 56,49    | [ 7 ]  |
| Kraków 2000         | Kamila Skolimowska Warszawianka Warszawa | 66,20    | Agnieszka Pogroszewska Jantar Ustka         | 61,28    | Jolanta Borawska AZS-AWF Wrocław            | 58,03    | [ 7 ]  |
| Bydgoszcz 2001      | Kamila Skolimowska Warszawianka Warszawa | 68,12    | Agnieszka Pogroszewska Jantar Ustka         | 67,79    | Jolanta Borawska AZS-AWF Wrocław            | 59,71    | [ 8 ]  |
| Szczecin 2002       | Kamila Skolimowska Warszawianka Warszawa | 66,15    | Agnieszka Pogroszewska Jantar Ustka         | 64,63    | Katarzyna Kita KS Agros Zamość              | 59,42    | [ 8 ]  |
| Bielsko-Biała 2003  | Kamila Skolimowska Warszawianka Warszawa | 65,07    | Agnieszka Pogroszewska Jantar Ustka         | 63,60    | Katarzyna Kita KS Agros Zamość              | 60,74    | [ 8 ]  |
| Bydgoszcz 2004      | Kamila Skolimowska WKS Gwardia Warszawa  | 71,51    | Katarzyna Kita KS Agros Zamość              | 62,89    | Agnieszka Pogroszewska Jantar Ustka         | 61,19    | [ 8 ]  |
| Biała Podlaska 2005 | Kamila Skolimowska WKS Gwardia Warszawa  | 72,43    | Katarzyna Kita KS Agros Zamość              | 62,50    | Agnieszka Pogroszewska Jantar Ustka         | 60,72    | [ 8 ]  |
| Bydgoszcz 2006      | Kamila Skolimowska WKS Gwardia Warszawa  | 71,34    | Katarzyna Kita KS Agros Zamość              | 63,99    | Anita Włodarczyk AZS-AWF Poznań             | 62,70    | [ 9 ]  |
| Poznań 2007         | Kamila Skolimowska WKS Gwardia Warszawa  | 71,90    | Katarzyna Kita KS Agros Zamość              | 69,27    | Małgorzata Zadura AZS-AWF Warszawa          | 65,30    | [ 9 ]  |
| Szczecin 2008       | Kamila Skolimowska RKS Skra Warszawa     | 71,71    | Anita Włodarczyk AZS-AWF Poznań             | 71,71    | Katarzyna Kita KS Agros Zamość              | 66,52    | [ 9 ]  |
| Bydgoszcz 2009      | Anita Włodarczyk AZS-AWF Poznań          | 75,74    | Małgorzata Zadura AZS-AWF Warszawa          | 65,54    | Katarzyna Kita KS Agros Zamość              | 65,15    | [ 9 ]  |
| Bielsko-Biała 2010  | Małgorzata Zadura AZS-AWF Warszawa       | 66,97    | Katarzyna Kita KS Agros Zamość              | 64,62    | Joanna Fiodorow LŁKS Prefbet Śniadowo Łomża | 63,67    | [ 10 ] |
| Bydgoszcz 2011      | Anita Włodarczyk RKS Skra Warszawa       | 73,05    | Joanna Fiodorow LŁKS Prefbet Śniadowo Łomża | 69,78    | Katarzyna Kita KS Agros Zamość              | 63,63    | [ 11 ] |
| Bielsko-Biała 2012  | Anita Włodarczyk RKS Skra Warszawa       | 74,71    | Joanna Fiodorow OŚ AZS Poznań               | 70,34    | Małgorzata Zadura AZS-AWF Warszawa          | 64,78    | [ 12 ] |
| Toruń 2013          | Anita Włodarczyk RKS Skra Warszawa       | 76,93 SB | Joanna Fiodorow OŚ AZS Poznań               | 63,85    | Magdalena Szewa SL WKS Zawisza Bydgoszcz    | 60,05    | [ 13 ] |
| Szczecin 2014       | Anita Włodarczyk RKS Skra Warszawa       | 75,85    | Joanna Fiodorow OŚ AZS Poznań               | 67,89    | Malwina Kopron OŚ AZS Poznań                | 65,80    | [ 14 ] |
| Kraków 2015         | Anita Włodarczyk RKS Skra Warszawa       | 78,24    | Joanna Fiodorow OŚ AZS Poznań               | 69,44    | Malwina Kopron OŚ AZS Poznań                | 67,74    | [ 15 ] |
| Bydgoszcz 2016      | Anita Włodarczyk RKS Skra Warszawa       | 78,69    | Malwina Kopron OŚ AZS Poznań                | 70,09    | Joanna Fiodorow OŚ AZS Poznań               | 69,81    | [ 16 ] |
| Białystok 2017      | Anita Włodarczyk RKS Skra Warszawa       | 80,79 SB | Malwina Kopron AZS UMCS Lublin              | 75,11 PB | Joanna Fiodorow OŚ AZS Poznań               | 73,82 SB | [ 4 ]  |
| Lublin 2018         | Anita Włodarczyk RKS Skra Warszawa       | 79,59 SB | Joanna Fiodorow OŚ AZS Poznań               | 74,25 SB | Malwina Kopron AZS UMCS Lublin              | 70,88    | [ 17 ] |
| Radom 2019          | Malwina Kopron AZS UMCS Lublin           | 73,95 SB | Joanna Fiodorow OŚ AZS Poznań               | 72,76 SB | Katarzyna Furmanek KKL Kielce               | 67,48    | [ 18 ] |
| Włocławek 2020      | Katarzyna Furmanek KKL Kielce            | 72,85    | Malwina Kopron AZS UMCS Lublin              | 70,94    | Joanna Fiodorow OŚ AZS Poznań               | 67,19    | [ 19 ] |
| Poznań 2021         | Malwina Kopron AZS UMCS Lublin           | 75,42 SB | Anita Włodarczyk AZS-AWF Katowice           | 74,06 SB | Joanna Fiodorow OŚ AZS Poznań               | 72,31    | [ 20 ] |
| Suwałki 2022        | Malwina Kopron Wisła Puławy              | 69,60    | Ewa Różańska AZS AWF Warszawa               | 69,24    | Katarzyna Furmanek KKL Kielce               | 68,69    | [ 21 ] |
| Gorzów Wlkp. 2023   | Anita Włodarczyk AZS-AWF Katowice        | 70,91    | Malwina Kopron Wisła Puławy                 | 70,54    | Aleksandra Śmiech KS Agros Zamość           | 69,26    | [ 22 ] |
| Bydgoszcz 2024      | Anita Włodarczyk KS AZS AWF Katowice     | 72,06    | Katarzyna Furmanek KKL Kielce               | 69,92    | Malwina Kopron Wisła Puławy                 | 69,55    | [ 23 ] |

## Klasyfikacja medalowa

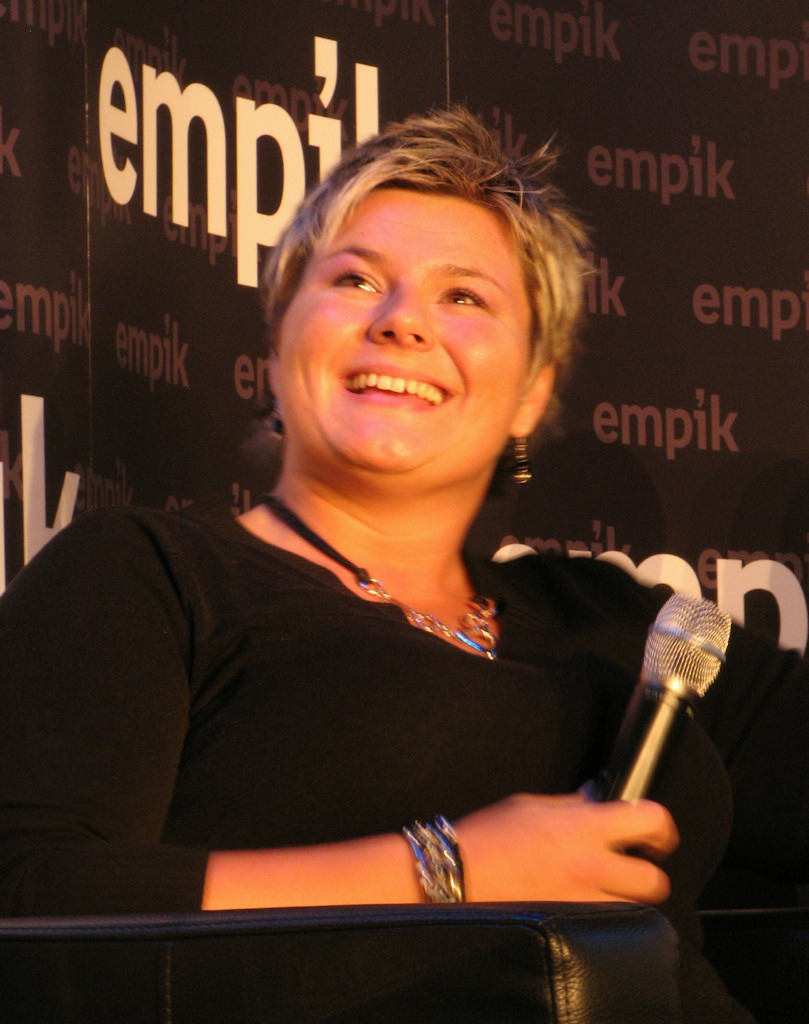
Kamila Skolimowska (2008)

W historii mistrzostw Polski seniorów na podium tej imprezy stanęło dotychczas w sumie 15 zawodniczek. Najwięcej medali (14) wywalczyła Anita Włodarczyk, a najwięcej złotych (12) Kamila Skolimowska. W tabeli kolorem wyróżniono zawodniczki, które wciąż są czynnymi lekkoatletkami.
| Lp. | Zawodniczka            | Złoto | Srebro | Brąz | Razem |
| 1.  | Kamila Skolimowska     | 12    | 0      | 0    | 12    |
| 2.  | Anita Włodarczyk       | 11    | 2      | 1    | 14    |
| 3.  | Malwina Kopron         | 3     | 4      | 4    | 11    |
| 4.  | Małgorzata Zadura      | 1     | 1      | 2    | 4     |
| 5.  | Jolanta Borawska       | 1     | 0      | 6    | 7     |
| 6.  | Katarzyna Furmanek     | 1     | 0      | 2    | 3     |
| 7.  | Elżbieta Wolnik        | 1     | 0      | 0    | 1     |
| 8.  | Agnieszka Pogroszewska | 0     | 8      | 2    | 10    |
| 9.  | Joanna Fiodorow        | 0     | 7      | 5    | 12    |
| 10. | Katarzyna Kita         | 0     | 5      | 5    | 10    |
| 11. | Monika Kopeć           | 0     | 1      | 0    | 1     |
| 12. | Ewa Różańska           | 0     | 1      | 0    | 1     |
| 13. | Emilia Pietruch        | 0     | 0      | 1    | 1     |
| 13. | Magdalena Szewa        | 0     | 0      | 1    | 1     |
| 13. | Aleksandra Śmiech      | 0     | 0      | 1    | 1     |